# Херсонка (Ростовская область)
Херсонка — хутор в Тацинском районе Ростовской области.
Входит в состав Ермаковского сельского поселения.
Население 202 человека.

## География
На хуторе имеется одна улица — Мира.

## Население
| 2010 |
| ---- |
| 167  |